# Boxplay
Boxplay är en sportterm som innebär spel med färre spelare på planen än motståndarlaget, termen används bland annat inom ishockey och innebandy. Det numerära underläget beror på att laget dragit på sig en eller flera utvisningar. Namnet kommer av att spelarna i det försvarande laget ställer upp sig i en fyrkant (engelska: box) när de försvarar sig. En vanlig boxplaystrategi i ishockey är att slå undan pucken ut ur egen försvarszon för att tvinga motståndaren att börja om med sitt anfall vilket kan kosta dem tid. Motsatsen, att spela i numerärt överläge, kallas powerplay.